# Мастан-Навиан
Мастан-Навиан (Мастан-Навьян, Мастан-авиан) (m’stn-n’wy’n, д/н — 705/707) — третий ихшид (правитель) Согда в 698—705/707 соответственно. В китайских источниках известен как Нинье-шиши, арабских — Мастич-Унаш.

## Жизнеописание
Брат или сын ихшида Тукаспадака. Сведений о нём мало. Занял трон в 698 году. В общем, придерживался политики предшественника: подтвердил зависимость от империи Тан, что позволило в 699/700 году заключить оборонный союз с тюргешским каганом Ушликом.
Умер где-то в начале нового арабского вторжения в Трансоксиану, по китайским источникам это произошло между 705 и 707 годами. Ему наследовал родственник Тархун.